# Eopaectes
Eopaectes là một chi bướm đêm thuộc họ Erebidae.